# کللبی
کللبی (به سوئدی: Källby) یک منطقهٔ مسکونی در سوئد است که در بخش یاتنه واقع شده‌است. کللبی ۱٫۳۶ کیلومتر مربع مساحت و ۱٬۵۸۶ نفر جمعیت دارد.